# Serra do Itapecuru
A serra do Itapecuru é um contraforte montanhoso do estado brasileiro do Maranhão.
Com uma área total de  5.759,58 km², nela se encontram as nascentes do rio Itapecuru.

## Relevo no Maranhão
O planalto maranhense abrange as áreas mais elevadas do centro-sul do estado, com altitudes entre 200 e 800 metros. Destaca-se. nessa região o Parque Nacional da Chapada das Mesas.
O planalto maranhense abrange as áreas mais elevadas do centro-sul do estado, com altitudes entre 200 e 800 metros. Subdivide-se nas seguintes unidades geomorfológicas: Pediplano Central (área norte, com 686 m;  destacando-se as Serras de Cinta, Negra, Branca, Alpercatas e Itapecuru), Planalto Oriental (Serra do Valentim), Planalto Ocidental (serras do Gurupi, Tiracambu e Desordem), Depressão do Balsas (com cotas máximas alcançando os 350 m) e Planalto Meridional.

## Características geográficas
Localizada no centro-sul do estado, a Serra do Itapecuru constitui-se no divisor de águas entre o rio Itapecuru, ao sul, e o seu principal afluente, o rio Alpercatas, ao norte.
Marcada pelo bioma Cerrado, com clima tropical sub-úmido seco (chuvas entre outubro e maio e estiagem entre junho e setembro), a Serra se localiza no Parque Estadual do Mirador.
A Serra do Itapecuru apresenta forma alongada, com cerca de 100 km de extensão na direção WSW-ENE e 45 km de largura.